# Longin (uzurpator)
Longin a fost un uzurpator în munții din Isauria în timpul împăratului Anastasiu I. În 491 s-a revoltat împtriva lui Anastasiu și s-a autodeclarat împărat, a fost însă învins de Anastasiu. Revolta din Isauria a continuat și după moartea sa până la războaiele cu perșii, în 502.
A nu fi confundat cu Longin, un filozof din Grecia Antică.